# Escot
Escot település Franciaországban, Pyrénées-Atlantiques megyében. Lakosainak száma 120 fő (2022. január 1.). Escot Asasp-Arros, Bilhères, Lurbe-Saint-Christau, Oloron-Sainte-Marie, Sarrance és Arudy községekkel határos.

## Népesség
A település népességének változása:
| Lakosok száma | 132  | 132  | 130  | 127  | 124  | 123  | 122  | 121  | 120  |
|               | 2013 | 2015 | 2016 | 2017 | 2018 | 2019 | 2020 | 2021 | 2022 |